# Sejjed Mahmudreza Miran
Sejjed Mahmudreza Miran Faszandi (pers. ‌سيد محمودرضا ميران فشندی ;ur. 25 lutego 1974) – irański judoka. Dwukrotny olimpijczyk. Zajął piąte miejsce w Atenach 2004 i odpadł w eliminacjach w Sydney 2000. Walczył w wadze ciężkiej. 
Brązowy medalista mistrzostw świata w 2001, piąty w 1997; uczestnik zawodów w 1993, 1995, 1999, 2003, 2005 i 2007. Startował w Pucharze Świata w latach 1997-2001. Srebrny medalista igrzysk azjatyckich w 1994, 1998, 2002 i 2006. Zdobył dwanaście medali na mistrzostwach Azji w latach 1993 - 2008. Drugi na igrzyskach wojskowych w 1995. Triumfator wojskowych MŚ w 1998 i 2000 roku.

## Letnie Igrzyska Olimpijskie 2000
| Konkurencja | Eliminacje           | Klas. końcowa |
| Konkurencja | Przeciwnik I         | Miejsce       |
| ----------- | -------------------- | ------------- |
| +100 kg     | Frank Möller (GER) P | 1 runda       |

## Letnie Igrzyska Olimpijskie 2004
| Konkurencja | Eliminacje          | Eliminacje              | Eliminacje          | Repasaże                  | Repasaże                     | Klas. końcowa |
| Konkurencja | Przeciwnik I        | Przeciwnik II           | 1/4                 | 1/2                       | o 3 miejsce                  | Miejsce       |
| ----------- | ------------------- | ----------------------- | ------------------- | ------------------------- | ---------------------------- | ------------- |
| +100 kg     | Joel Brutus (HAI) Z | Selim Tataroğlu (TUR) Z | Semir Pepic (AUS) Z | Tamierłan Tmienow (RUS) P | Dennis van der Geest (NED) P | 5.            |